# Euoplos spinnipes
Euoplos spinnipes är en spindelart som beskrevs av William Joseph Rainbow 1914. Euoplos spinnipes ingår i släktet Euoplos och familjen Idiopidae.
Artens utbredningsområde är Queensland. Inga underarter finns listade i Catalogue of Life.